# Fade To Black (låt av Nadir Rustamli)
Fade To Black är en låt av den azeriska sångaren Nadir Rustamli. Låten släpptes den 21 mars 2022 och representerade Azerbajdzjan i Eurovision Song Contest 2022 efter att ha blivit utvalt av det azeriska sändningsföretaget Ictimai Televiziya (İTV). Låten är skriven av Anderz Wrethov, Andreas Stone Johansson, Sebastian Schub och Thomas Stengaard.

## Eurovision Song Contest
Den 30 december 2021 öppnade det azeriska sändningsföretaget Ictimai Televiziya (İTV) en period för intresserade låtskrivare att skicka in sina låtar till Azerbajdzjans urval till Eurovision Song Contest 2022 fram till den 31 januari 2022. Alla deltagare som ville delta skulle själva tillhandahålla en kort beskrivning. Sex låtar nominerades bland cirka 300 bidrag, som skulle  erbjudas den valda artisten för urval. Nadir Rustamli tillkännagavs som utvald artist den 16 februari 2022, under İTV:s morgonprogram Sabahın xeyir, Azərbaycan. Låten släpptes den 21 mars 2022 och den officiella musikvideon släpptes på Eurovision Song Contests YouTubekanal.
Nadir Rustamli framförde låten i den andra semifinalen som arrangerades den 12 maj 2022 i Turin, Italien. Trots att låten fick noll poäng från telefonröstningen i semifinalen lyckades den ändå kvalificera sig vidare till finalen. Låten hade fått 96 poäng från jurygrupperna vilket var tillräckligt för att sluta på 10:e plats i semifinalen och gå vidare till finalen. I finalen slutade låten på 16:e plats med totalt 106 poäng, varav 103 kom från jurygrupperna och 3 från telefonröstningen.